# Eduard František z Lichtenštejna
Eduard František Ludvík princ z Lichtenštejna (německy Eduard Franz Ludwig Prinz von und zu Liechtenstein; 22. února 1809 Vídeň – 27. června 1864 Karlovy Vary) byl rakouský šlechtic, generál, princ z rodu Lichtenštejnů. Od mládí sloužil v armádě a rychle postupoval v hodnostech, během revoluce v letech 1848–1849 dosáhl hodností generálmajora (1848) a polního podmaršála (1849). Později byl velitelem několika armádních sborů, v roce 1860 byl penzionován.

## Životopis

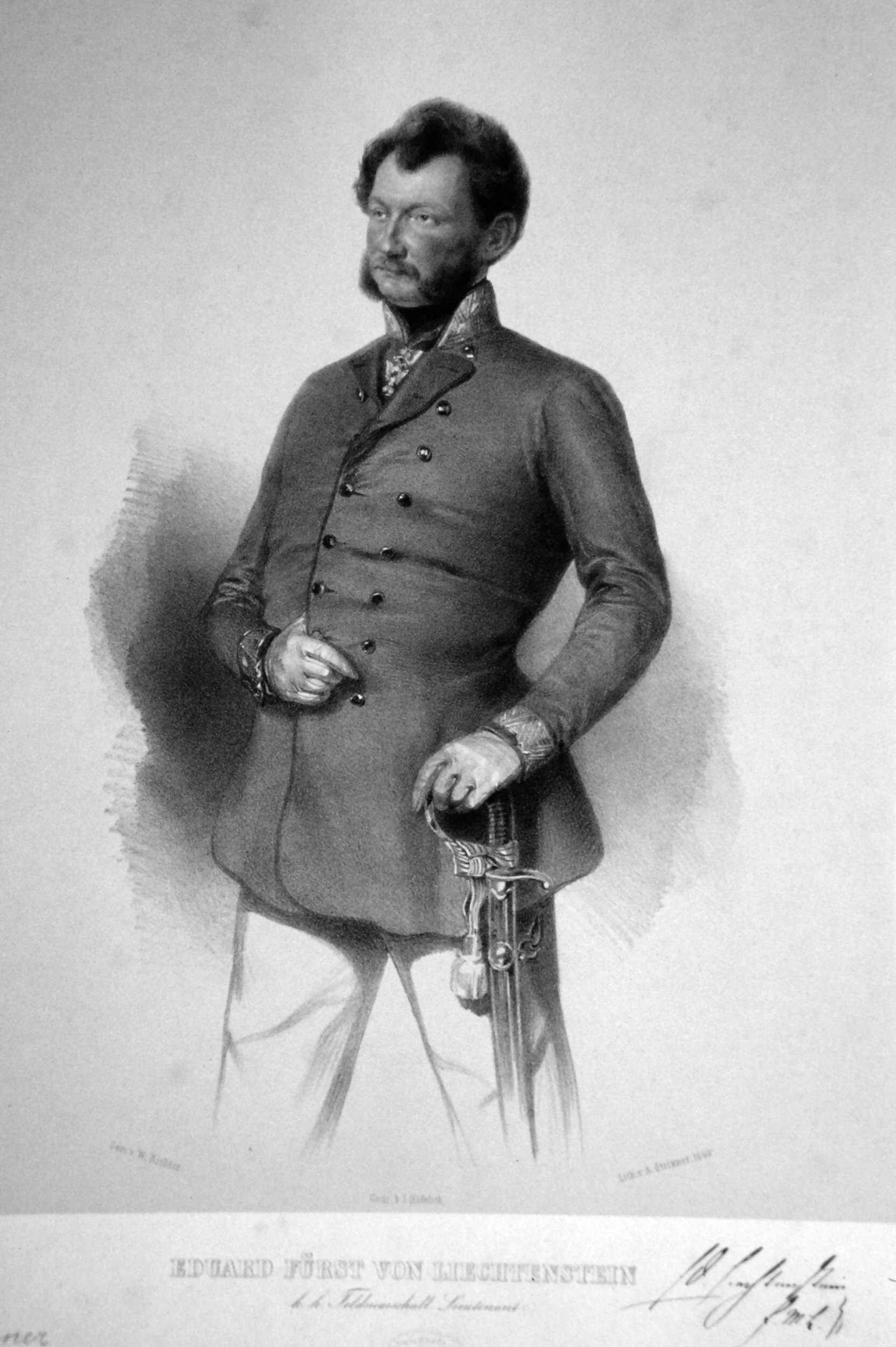
Polní podmaršálek princ Eduard z Lichtenštejna (1849, litografie, August Strixner)

Pocházel z knížecího rodu Lichtenštejnů, narodil se jako pátý syn polního maršála knížete Jana Josefa z Lichtenštejna (1760–1836) a jeho manželky Josefy Žofie z Fürstenbergu (1776–1848). 
Od mládí sloužil v armádě a díky svému původu rychle postupoval v hodnostech. Delší dobu strávil u pěšího pluku č. 34 v Košicích, kde byl povýšen na majora (1836) a podplukovníka (1838), nakonec byl od roku 1845 jako plukovník a jeho velitelem. V roce 1848 dosáhl hodnosti generálmajora a v revolučních letech 1848–1849 se zúčastnil bojů v Praze pod velením maršála maršála Windischgrätze.

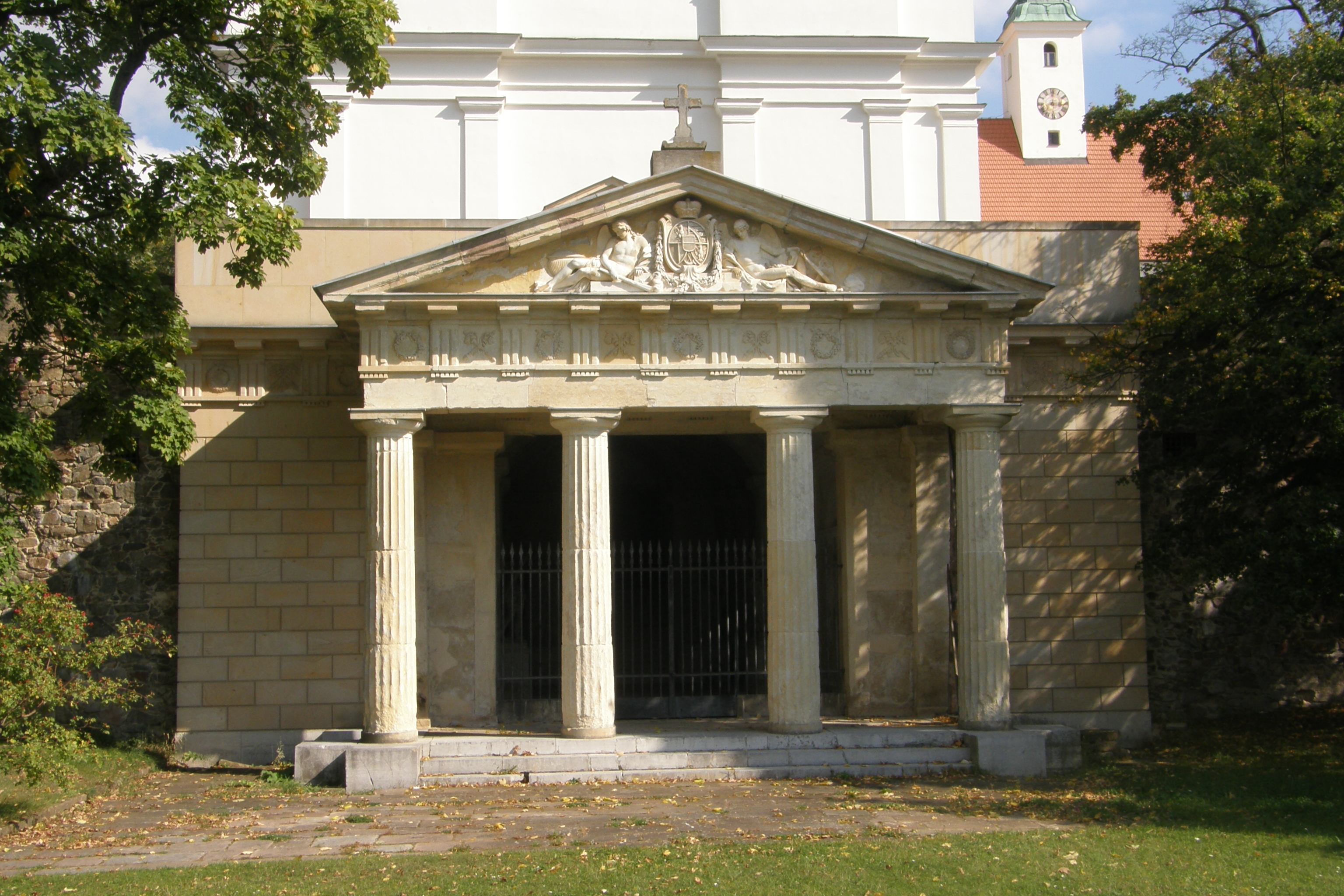
Lichtenštejnská hrobka ve Vranově

V roce 1849 byl povýšen na polního podmaršála a poté byl velitelem divize u 1. armádního sboru. Od ledna 1856 byl velitelem 4. armádního sboru, poté byl v letech 1857–1859 velitelem 2. armádního sboru v Krakově. V roce 1859 během války se Sardinií byl se svým sborem převelen do Lombardie a bojoval v bitvě u Magenty. 
Po válce byl velitelem 6. armádního sboru. Z funkce odešel v květnu 1860 a v listopadu téhož roku byl na vlastní žádost penzionován ze zdravotních důvodů. Od té doby žil v soukromí a o několik let později zemřel na léčení v Karlových Varech. Byl pohřben v rodové hrobce ve Vranově u Brna.
Za zásluhy byl nositelem Řádu železné koruny II. třídy a ruského Řádu sv. Anny III. třídy. Od roku 1851 byl čestným majitelem pěšího pluku č. 5 posádkově příslušného do Brna.

## Rodina
V roce 1839 se oženil s polskou hraběnkou Honorií Chołoniew-Chołoniewskou (1813–1869), která byla později c. k. palácovou dámou a dámou Řádu hvězdového kříže. Z jejich manželství se narodil jediný syn Alois (1840–1885), který byl v armádě plukovníkem.
Nejstarší z jeho sourozenců Alois II. z Lichtenštejna (1796–1858) se coby dědic knížecího titulu a rodového majetku stal hlavou rodu, další bratři sloužili v armádě, vysokých hodností dosáhli princové František de Paula (1802–1887) a Bedřich (1807–1885). Bratr Rudolf (1816–1848) zemřel ve Vicenze v hodnosti podplukovníka na následky zranění utrpěného v bitvě u Monte Berico.